# Paraphomia disjuncta
Paraphomia disjuncta är en fjärilsart som beskrevs av Paul E. Whalley 1964. Paraphomia disjuncta ingår i släktet Paraphomia och familjen mott. Inga underarter finns listade i Catalogue of Life.